# Премия AVN лучшей иностранной исполнительнице года
Премия AVN лучшей иностранной исполнительнице года (англ. AVN Award for International Female Performer of the Year, до сентября 2021 года — Female Foreign Performer of the Year) — награда в области порноиндустрии, ежегодно вручаемая компанией AVN в январе в Лас-Вегасе, штат Невада на церемонии AVN Awards. Награда вручается лучшей иностранной исполнительнице, начиная с 2003 года. Француженки Кацуни и Анисса Кейт, а также чешка Литтл Каприс становились лауреатами этой премии по три раза каждая. Также, венгерка Алеска Даймонд и полька Миша Кросс получили по две награды каждая.
Последней на январь 2025 года обладательницей данной награды является румынская актриса Ив Свит.

## Лауреаты и номинанты

### 2000-е годы
| Церемония/Год | Фото лауреата | Лауреат                  | Номинанты |
| ------------- | ------------- | ------------------------ | --- |
| 20-я (2003)   |               | Рита Фалтояно · Венгрия  | Даниэлла Раш Зора Бэнкс Лиа Де Мэй Софи Эванс Яна |
| 21-я (2004)   |               | Мэнди Брайт · Венгрия    | Алисия Родс Анна Нова Ванда Кертис Катя Кассин Кацуни Люси Ли Мелани Кост Мишель Уайлд Моника Свитхарт Рита Фалтояно Софи Эванс Стэйси Сильвер                                                   |
| 22-я (2005)   |               | Кацуни (I) · Франция     | Анетта Браун Джейн Дарлинг Джули Сильвер Кристина Белла Лилиан Тайгер Мелани Кост Мэнди Брайт Ники Белуччи Рита Фалтояно Сандра Ромейн Синди Лордз                                               |
| 23-я (2006)   |               | Кацуни (II) · Франция    | Алисия Родс Барбара Саммер Бриджита Булгари Джули Сильвер Лилиан Тайгер Мэнди Брайт Рита Фалтояно Стэйси Сильвер Тера Джой Шарка Блу Эйнджел Дарк                                                |
| 24-я (2007)   |               | Кацуни (III) · Франция   | Джейн Дарлинг Изабель Айс Клаудия Росси Клаудия Джеймссон Кристина Белла Лилиан Тайгер Миа Даймонд Моника Маттос Мэнди Брайт Поппи Морган Присцилла Сол Синди Лордз Тиффани Хопкинс Эйнджел Дарк |
| 25-я (2008)   |               | Моника Маттос · Бразилия | Барока Боллс Диана Долл Дивинити Лав Изабель Айс Клара Дж. Кэйлиан Кёртис Лилиан Тайгер Мелисса Лорен Никки Блонд Никки Райдер Оксана Сьюзи Даймонд Тарра Уайт Ясмин                             |
| 26-я (2009)   |               | Ив Эйнджел · Венгрия     | Анжелика Блэк Бэмби Вива Стайл Диана Долл Клаудия Росси Луна Лакс Мелисса Лорен Пичес Реджина Айс Рокси Пантер Сесилия Вега Тарра Уайт Хлоя Делор Ясмин                                          |

### 2010-е годы
| Церемония/Год | Фото лауреата | Лауреат                       | Номинанты |
| ------------- | ------------- | ----------------------------- | --- |
| 27-я (2010)   |               | Алетта Оушен · Венгрия        | Анита Перл Блу Эйнджел Джоди Джеймс Мелисса Лорен Моника Сантьяго Мэдисон Паркер Реджина Айс Сесилия Вега Синди Хоуп София Валентайн Стелла Делькруа Тарра Уайт Черри Джул Ясмин         |
| 28-я (2011)   |               | Эйнджел Дарк · Словакия       | Алеска Даймонд Анжелика Блэк Блу Эйнджел Дженни Бэйби Джессика Мур Карла Кокс Керри Луиз Леа Лексис Лу Шармель Мэнди Ди Наташа Марли Синди Хоуп Тарра Уайт Элиз                          |
| 29-я (2012)   |               | Алеска Даймонд (I) · Венгрия  | Алетта Оушен Анжелика Блэк Анна Полина Блу Эйнджел Джемма Мейси Джесси Вольт Евфрат Зафира Кэти Хейвен Лиза дель Сьерра Лу Шармель Синди Доллар Тарра Уайт Франческа Джеймс              |
| 30-я (2013)   |               | Алеска Даймонд (II) · Венгрия | Алетта Оушен Анжелика Блэк Анисса Кейт Анна Полина Дженна Лавли Джесси Вольт Ивана Шугар Карла Кокс Клэр Кастель Лора Кристал Пейдж Турна Тарра Уайт Франческа Джеймс Элиз               |
| 31-я (2014)   |               | Анисса Кейт (I) · Франция     | Ава Далуш Анна Полина Валентина Наппи Жасмин Джей Ивана Шугар Кайен Кляйн Клэр Кастель Лиэн Паркер Марика Хейз Никита Беллуччи Саманта Бентли Синди Хоуп Тиффани Долл Хенесси            |
| 32-я (2015)   |               | Анисса Кейт (II) · Франция    | Алексис Кристал Джина Джерсон Жасмин Джей Ивана Шугар Кэти Хейвен Лола Рив Лола Тейлор Мира Сансет Саманта Бентли Тиффани Долл Франческа Джеймс Хенесси Шарлиз Тинкербелл Эбби Кэт       |
| 33-я (2016)   |               | Миша Кросс (I) · Польша       | Алексис Кристал Амарна Миллер Анисса Кейт Жасмин Джей Лола Рив Манон Мартин Меа Мелоун Саманта Бентли Сиенна Дэй Стелла Кокс Тейлор Сэндс Тина Хот Тиффани Долл Франческа Джеймс         |
| 34-я (2017)   |               | Миша Кросс (II) · Польша      | Алекса Томас Амарна Миллер Амира Адара Анна Полина Жасмин Джей Инес Ленвин Клэр Кастель Лекси Лоу Лиа Герлин Некане Свит Саманта Бентли Сиенна Дэй Стелла Кокс Тиффани Долл              |
| 35-я (2018)   |               | Жасмин Джей · Великобритания  | Алекса Томас Амарна Миллер Амира Адара Анисса Кейт Анна Полина Аполония Лапьедра Валентина Риччи Джина Джерсон Миша Кросс Никита Беллуччи Сьюзи Гала Хулия Рока Черри Кисс Эвелин Деллаи |
| 36-я (2019)   |               | Анисса Кейт (III) · Франция   | Алиссия Кент Амира Адара Аполония Лапьедра Джина Джерсон Жасмин Джей Касси дель Исла Клеа Готье Литтл Каприс Миша Кросс Тексас Патти Тина Кэй Тиффани Тейтум Черри Кисс Элла Хьюз        |

### 2020-е годы
| Церемония/Год | Фото лауреата | Лауреат                    | Номинанты |
| ------------- | ------------- | -------------------------- | --- |
| 37-я (2020)   |               | Литтл Каприс (I) · Чехия   | Амира Адара Анисса Кейт Анна де Виль Аполония Лапьедра Барби Синс Касси дель Исла Клеа Готье Леди Ди Люси Харт Миша Кросс Ребекка Вольпетти Тина Кэй Тиффани Тейтум Черри Кисс    |
| 38-я (2021)   |               | Клеа Готье · Франция       | Алексис Кристал Анджелика Грейс Анисса Кейт Анна де Виль Джиа Лисса Жасмин Джей Касси дель Исла Литтл Каприс Лия Сильвер Нелли Кент Сибил Тина Кэй Тиффани Тейтум Черри Кисс      |
| 39-я (2022)   |               | Литтл Каприс (II) · Чехия  | Анджелика Грейс Анна де Виль Бэйби Николс Джиа Лисса Зааваади Кайса Норд Касси дель Исла Клеа Готье Лия Сильвер Ребекка Вольпетти Сибил Тина Кэй Хинебра Беллуччи Черри Кисс      |
| 40-я (2023)   |               | Литтл Каприс (III) · Чехия | Алексис Кристал Анна де Виль Вероника Леаль Джиа Лисса Ева Эльфи Иден Айви Клара Миа Клеа Готье Лия Сильвер Роми Инди Рэй Лил Блэк Сибил Черри Кисс Шалина Дивайн                 |
| 41-я (2024)   |               | Черри Кисс · Сербия        | Алексис Кристал Анна де Виль Вероника Леаль Гейша Кид Зааваади Иден Айви Келли Коллинз Клара Миа Кристи Уайт Кэтрин Найт Литтл Каприс Скарлетт Джонс Тиффани Тейтум Шалина Дивайн |
| 42-я (2025)   |               | Ив Свит · Румыния          | Агата Вега Амира Адара Анна де Виль Вероника Леаль Джадилика Зааваади Иден Айви Келли Коллинз Клара Миа Кристи Уайт Кэтрин Найт / Лиа Лин Литтл Каприс Тиффани Тейтум             |